# キシメジ
キシメジ（黄占地・黄湿地、学名: Tricholoma flavovirens）は、ハラタケ目キシメジ科キシメジ属キシメジ亜属キシメジ節の中型のキノコである。日本では食べられるキノコとされたが、ヨーロッパでは中毒の報告がある。地方により、キンタケ、ウコンシメジ、ウコンタケの地方名でもよばれる。
ただし、分子系統解析から現行の学名は変更される可能性が高い（下記#分類を参照）。

## 分布・生態
日本各地、ヨーロッパ、北アメリカなどに分布し、おそらく、北半球一帯に分布するとみられている。菌根菌。秋、アカマツなどのマツ林のほか、コナラ・ミズナラなどの広葉樹林、公園などの地上に発生する。マツ属、コナラ属林などに発生する。他のキシメジ科の多くの種同様、樹木の根と外生菌根を形成し栄養や抗生物質のやり取りなどを行う共生関係にあると考えられている。子実体は林床の枯れ葉の下に発生するので見つけにくいが、菌輪を作って列をなして発生することがある。

## 形態
子実体は傘と柄からなるはハラタケ型で、全体に黄色である。傘の直径は5 - 10センチメートル (cm) 。傘表面は淡黄色から青みを帯びた濃い黄色であるが、中央部が淡い褐色になることがある。粘性あり、はじめは半球形から丸山形で、成長すると中高で水平になる程度まで開く。ひだは黄色からレモン色で、間隔は密に配列し、柄に湾生から離生する。
柄は円柱状で太くて短く、長さ5 - 10 cm、太さ1 - 2 cm。表面は白色から淡い黄色（レモン色）。下部に褐色鱗片が多くある。肉は白色を帯び、無臭で弱い苦味がある。
担子胞子は大きさ6 - 8 × 3 - 5マイクロメートル (μm) の楕円形、平滑、非アミロイド性。胞子紋は白色。

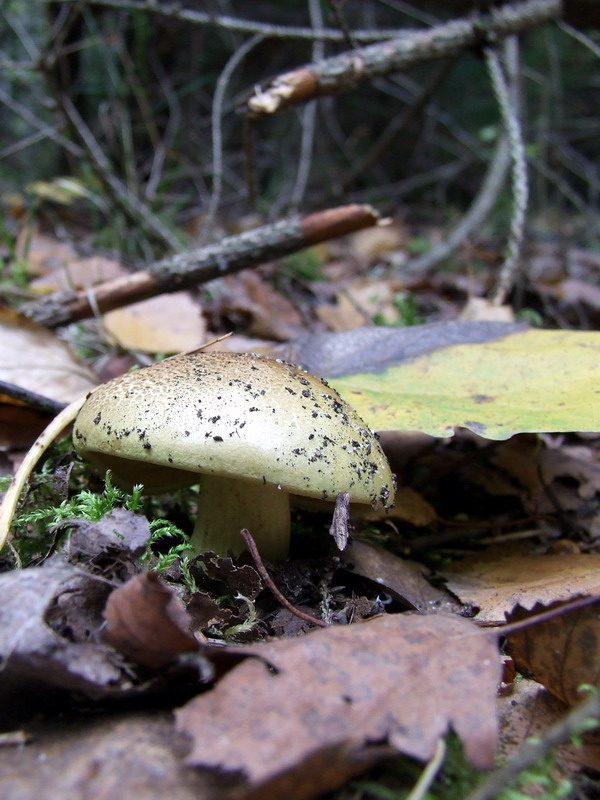
傘は黄色。粘性があり腐植を付着させる
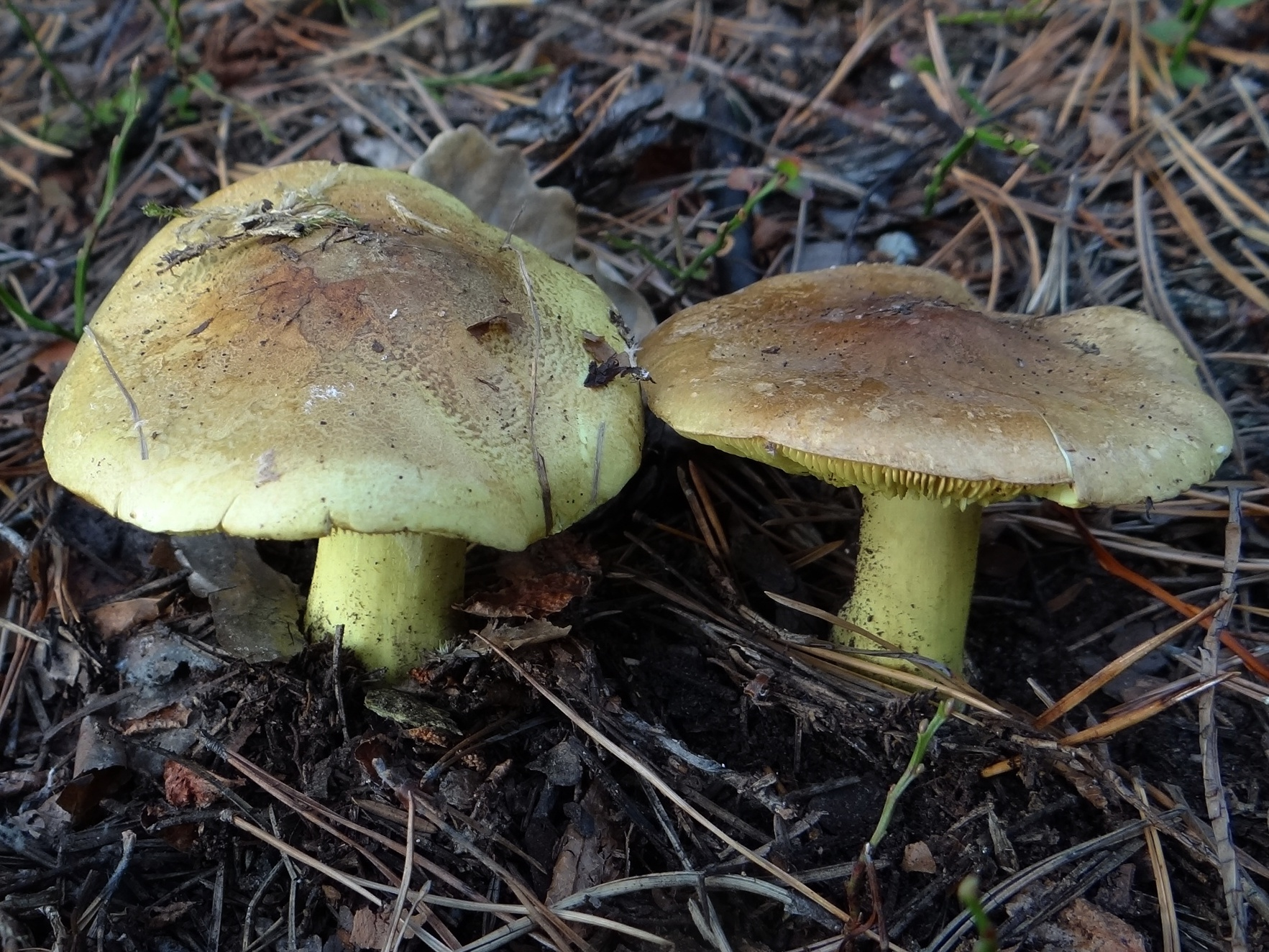
傘は水平にまで開く
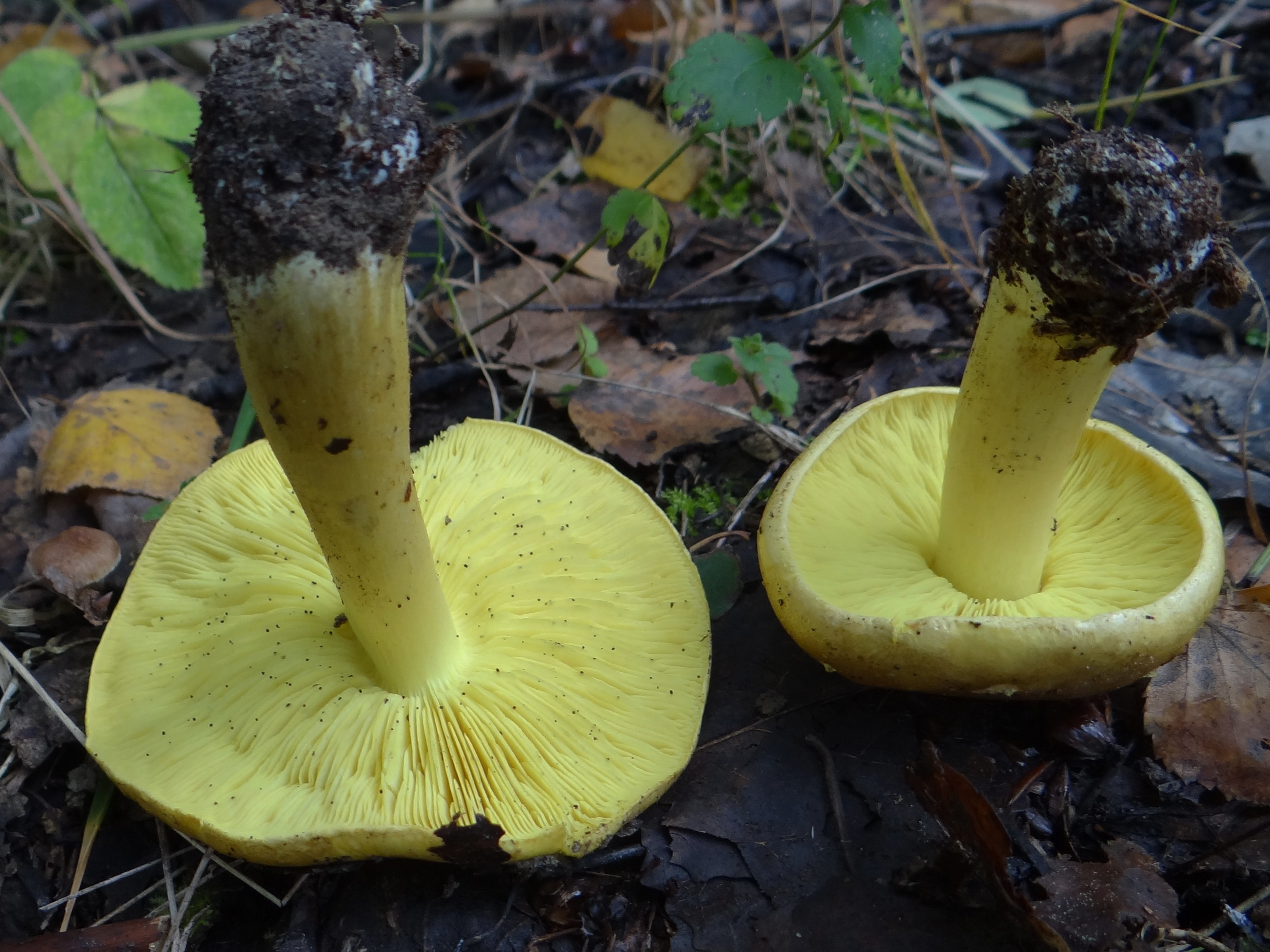
ひだは黄色で密
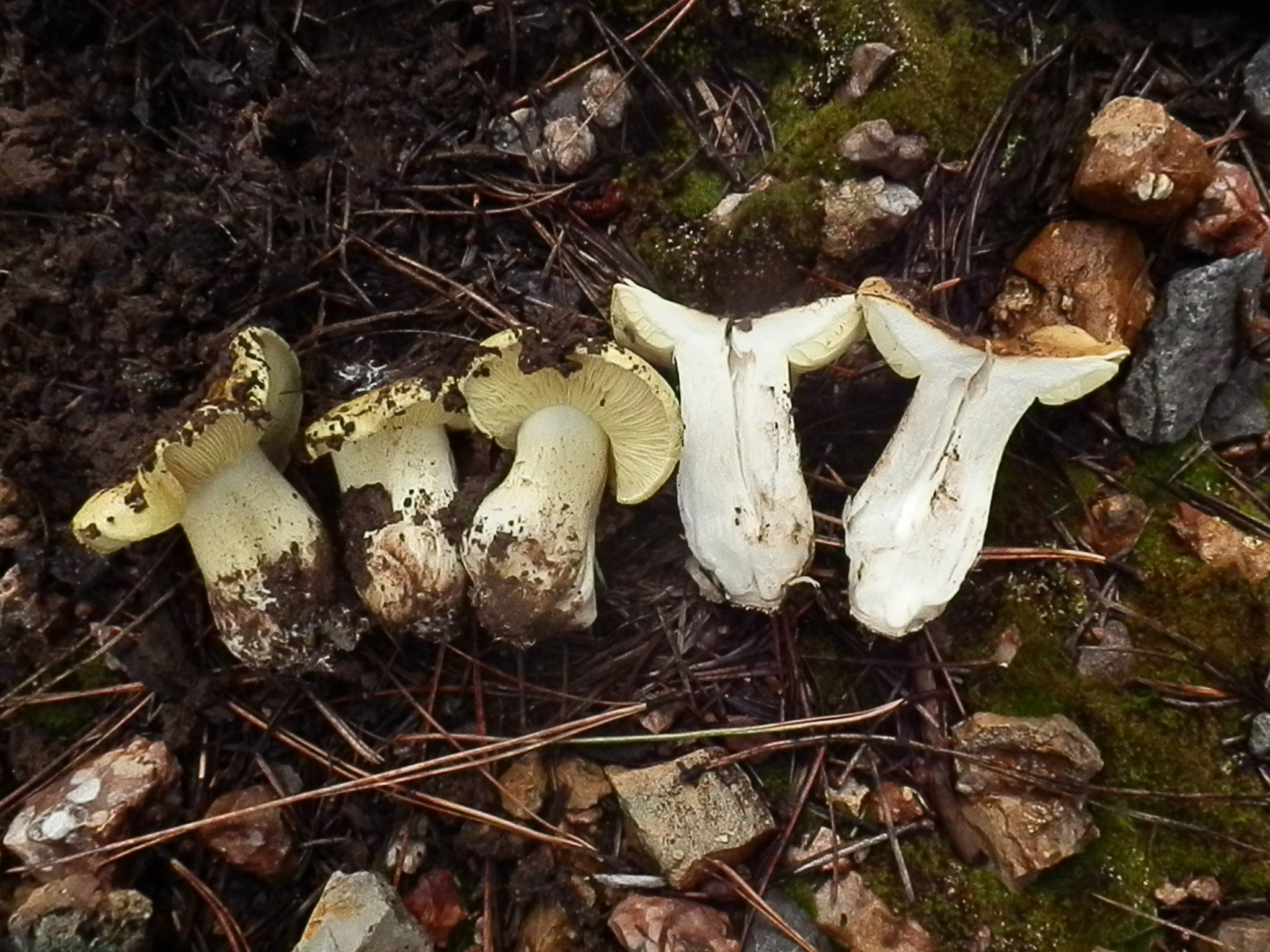
肉は白色

## 分類
日本のキシメジは、色や姿形が酷似し、晩秋に海岸クロマツ林下に発生するシモコシと同種とする見解がある。また、キシメジ、シモコシともに、ヨーロッパ産の Tricholoma equestre と同一視する学者もいる。ただし、これらは別のクレードであると指摘されていた。欧米産のTricholoma flavovirens は有毒の Tricholoma equestre と同種とされているが、日本産のキシメジは Tricholoma equestre とは別系統であることが示唆されている。
青木らによる分子系統解析から、日本の「キシメジ類」は6つのクレードに分類され、「キシメジ」は従来の T. flavovirens が支持されたものの、「シモコシ」と見られるものは既存種と一致せず、T. equestreの近縁種が少なくとも4種以上あるなど、包括的な分類学的検討が必要であることが示された。

## 人間との関係
日本では食用にもされたが、ヨーロッパでは中毒の報告から横紋筋融解症を引き起こす成分を持つことがわかり、毒キノコとして認知されるようになった。山形県では「キンタケ」とよばれて食用にされてきた。食用としていたころは、苦味が強い場合、生を細かく裂いて数時間水にさらして利用するといった調理法が紹介されていた。

### ヨーロッパでの中毒事故
フランスなどで Tricholoma equestre（ヨーロッパ産のキシメジとみられるキノコ）を食べたことが原因で横紋筋融解症を引き起こし、重症者では死亡した事例が何件か報告されている。患者の多くは主菜扱いで数日以上食べたと見られている。症状は、骨格筋が融解し、ミオグロビンなどの筋細胞成分が流出してしまう。このとき、血液中に流出したミオグロビンが腎臓に悪影響を及ぼすことで急性腎不全を引き起こし、最悪の場合は死亡に至る。
日本や中国ではニセクロハツ（Russula subnigricans、ベニタケ科）摂取による横紋筋融解症が知られ、致死率50%-70%に達する。なお、日本ではキシメジおよび近縁種による症例の報告は知られていない。

## 類似種
シモコシ（Tricholoma auratum、上記の通り疑義あり）は全体的によく似るが、本種よりやや緑の混じった黄色である。秋から晩秋に砂地のマツ属林に発生する。ただし、成長した個体では、両種の肉眼的な区別は必ずしも容易ではないとされる。苦みは無く、食用とされる。
ニオイキシメジ（Tricholoma sulphureum）は石油系の悪臭がある。カラキシメジ（Tricholoma aestuans）はかじると辛みを感じる。数十秒は齧った方が良いという。カキシメジ（Tricholoma ustale）は名前が似ているが、形態はあまり似ていない。
タマゴテングタケ（Amanita phalloides、テングタケ科）は傘の色が緑色を帯びた黄色（オリーブ色）で傘にはかすり模様が出る。ひだは白色み密、柄の根元には膜質のしっかりとしたツボを持つ。また柄の中ほどにはツバを持つが落失している可能性にも留意すること。タマゴタケモドキもツバやツボの特徴は同じだが、傘の色は黄色である。ひだは白色。

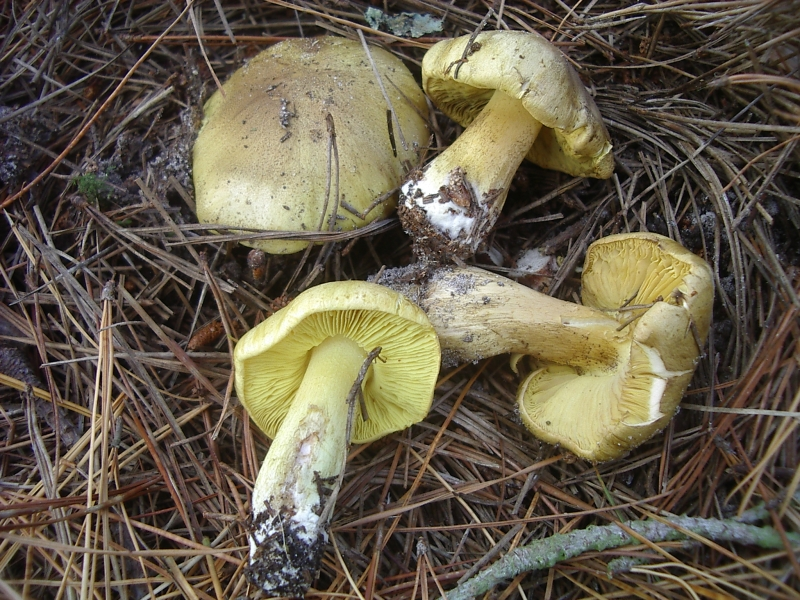
参考：シモコシ
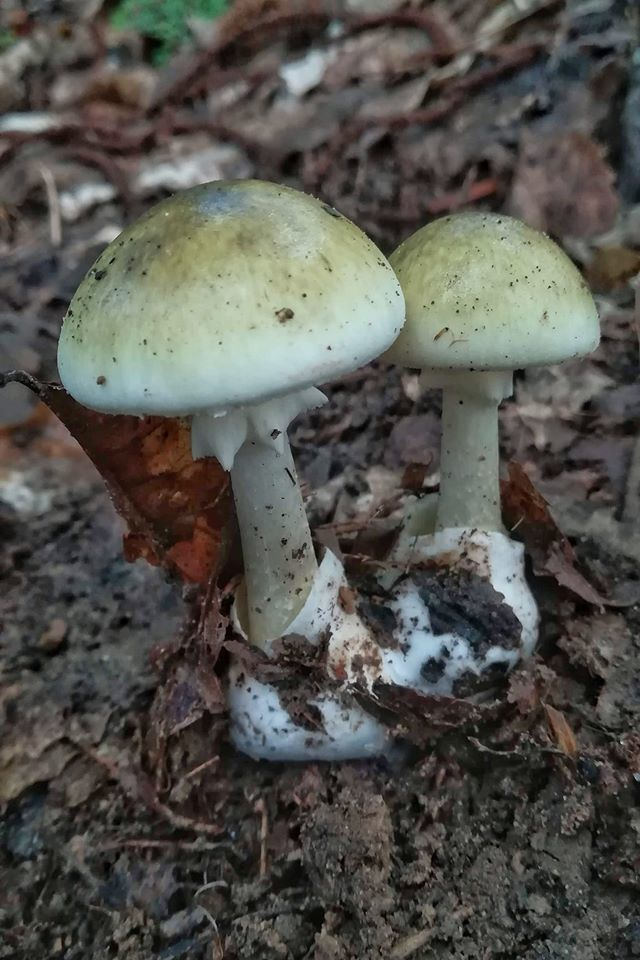
参考：タマゴテングタケ幼菌